# Eric Winslow Woodward
Sir Eric Winslow Woodward KCMG, KCVO, CB, CBE, DSO, avstralski general, * 21. julij 1899, † 29. december 1967.
V letih 1953–1954 je bil namestnik načelnika Generalštaba Avstralske kopenske vojske in med 1957–1965 je bil guverner Novega Južnega Walesa.